# Abanderament
L'abanderament és el procediment administratiu per la qual un estat concedeix el dret a arborar la seva bandera en una embarcació.
Dins l'abanderament se solen distingir dos supòsits: 
- l'abanderament d'embarcacions importades.
- L'abanderament d'embarcacions de nova construcció fetes en territori de l'estat.

La concessió de l'abanderament varia segons els estats i la normativa legal que apliquen aquests. La normativa d'alguns estats exigeix que els propietaris de les naus en siguin ciutadans (en el cas d'una societat que aquesta tingui participació mínima en el capital); d'altres exigeixen simplement la domiciliació del propietari.

## Història
El registre dels vaixells s'ha fet des que els negocis als mars han estat importants. Originalment destinada a controlar els vaixells que transportaven càrrega als països marins europeus, es va utilitzar per assegurar-se que es construïen vaixells al país local, amb tripulacions principalment del país local. Des de llavors, el registre del vaixell s'ha utilitzat per documentar els vaixells per a la seva propietat. La documentació proporciona proves clares de nacionalitat amb finalitats internacionals i proporciona oportunitats de finançament amb la disponibilitat d'hipoteques preferents en els bucs documentats.

## Requisits per al registre
Cal registrar els vaixells que operen internacionalment o que traspassin fronteres internacionals. Algunes jurisdiccions també requereixen que els vaixells que només funcionen en aigües territorials es registrin al seu registre nacional, i alguns prohibeixen que els bucs amb bandera estrangera es facin negocis entre ports del país (una pràctica coneguda com a cabotatge). El país d'enregistrament és l'estat de bandera d'un vaixell i determina la seva nacionalitat i quines lleis del país regeixen el seu funcionament i el comportament de la seva tripulació.
Cada registre té les seves pròpies normes sobre els tipus de bucs que acceptarà per al seu registre. El Registre de Libèria, per exemple, registra vaixells marins de més de 500 tones netes que realitzen comerç exterior. Els vaixells majors de 20 anys requereixen una renúncia i la societat de classificació del vaixell està disposada a expedir certificats legals al vaixell. Els vaixells de 15 anys o més han de tenir un informe d'estat de l'enquesta especial del vaixell per ser revisat per la seguretat marina.

## Enllaç a l'estat de la bandera
Hi ha d'haver un "enllaç genuí" entre un vaixell i el seu estat de bandera. L'article 5, apartat 1, de la Convenció de Ginebra sobre l'Alt Mar de 1958, que va entrar en vigor el 1962, exigeix que "l'estat ha d'exercir eficaçment la seva jurisdicció i control en matèria administrativa, tècnica i social sobre els vaixells que porten la seva bandera". Hi ha 63 estats part d'aquesta convenció. El principi es va repetir a l'article 91 de la Convenció de les Nacions Unides sobre la llei del mar de 1982 (UNCLOS), que va entrar en vigor el 1994. Aquest conveni té 167 parts.
El 1986, la Conferència de Comerç i Desenvolupament de les Nacions Unides va intentar solidificar el veritable concepte d'enllaç de la Convenció de les Nacions Unides sobre Condicions per al Registre de Naus. La Convenció per a les condicions de registre dels vaixells exigiria que un estat de bandera estigués vinculat als seus vaixells, ja sigui tenint una participació econòmica en la propietat dels seus vaixells o proporcionant mariners a la tripulació dels vaixells. Per entrar en vigor, el tractat de 1986 requereix 40 signants el tonatge conjunt que supera el 25% del total mundial. Fins a la data, només 14 països han signat el tractat.
Els registres nacionals o tancats requereixen normalment que un vaixell sigui propietat i construït per interessos nacionals, i almenys parcialment equipats pels seus ciutadans. Els registres oberts no tenen aquests requisits; alguns ofereixen registre en línia, de vegades garantint la finalització en menys d'un dia.

### Vaixells no marcats
Els vaixells operats de manera il·legal, com ara pirates o narcosubmarins, normalment no són registrats pels operadors (tot i que un vaixell registrat pot ser capturat o usat encobert amb finalitats il·legals).